# Parcours de vie

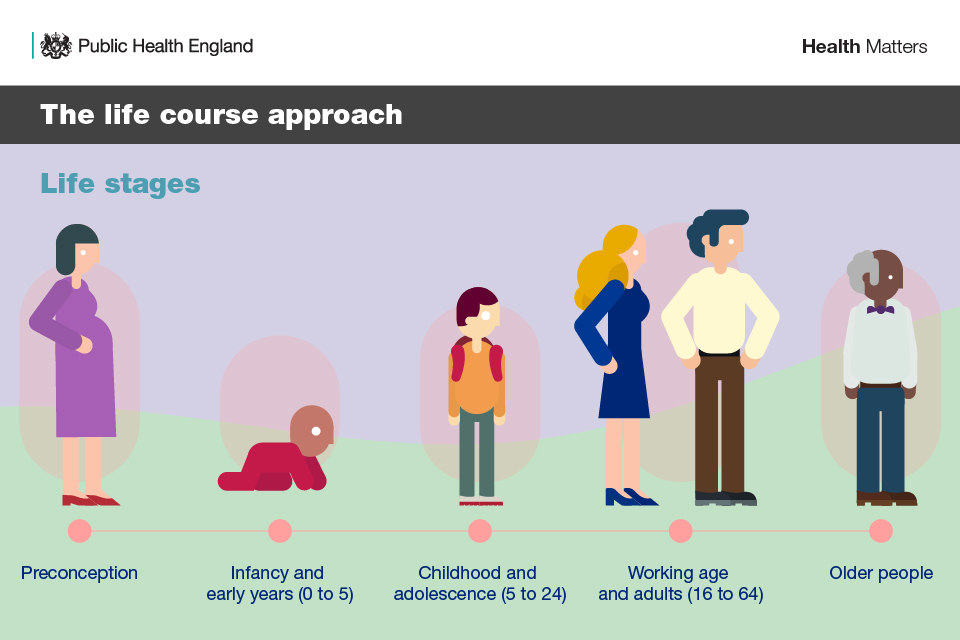
Schéma des différentes étapes de la vie de la vie intra-utérine à la vieillesse.

L'étude des parcours de vie porte sur les événements, étapes et transitions vécus par les personnes dans les différents domaines de la vie que sont la résidence, les relations familiales et sociales, l'activité (formation, emploi, loisirs), ainsi que la santé, l'interdépendance de ces trajectoires étant au cœur des questions de recherche en parcours de vie.
La perspective (ou le paradigme) du parcours de vie regroupe, en sciences sociales, un champ d'étude multidisciplinaire s'intéressant aux trajectoires et transitions biographiques des individus dans leur contexte socio-économique, historique et culturel. Cette approche, à l'intersection de la sociologie, la psychologie, la psychologie sociale, la démographie, l'économie, la politique sociale, l'histoire sociale et la biologie, se fonde sur une approche empirique rendue possible par des études longitudinales ou de panel. 
Formalisé dans la deuxième partie du XXe siècle, le paradigme du parcours de vie établit cinq axes d'analyse (dénommés principes) pour appréhender ces trajectoires individuelles dans leur complexité : temps historique et lieu ; temporalité des événements de la vie ; vies liées ; développement tout au long de la vie ; intentionnalité (agency). 
« Ainsi le " paradigme du parcours de vie " s'intéresse-t-il au développement des individus de la conception à la mort. Il cherche à saisir les logiques qui structurent des trajectoires diverses, mais il permet aussi d'appréhender les interactions qui les lient les unes aux autres, tout en les ancrant dans des contextes sociaux particuliers. »

## Développement du paradigme
Des auteurs tels que Victor W. Marshall ou Glen Elder ont fourni des contributions fondamentales en ce qui concerne l'histoire du paradigme du parcours de vie en Amérique du Nord et en Europe (en particulier l'Allemagne)[réf. souhaitée].
On rattache parfois l'origine du paradigme du parcours de vie en sociologie à la monographie de William I. Thomas et Florian Znaniecki The Polish Peasant in Europe and America, publiée entre 1918 et 1920, considérée comme un ouvrage fondateur . L'œuvre porte sur le contexte d'immigration de paysans polonais et de leurs familles en Amérique à la fin du XIXe siècle. Elle se base de manière systématique sur l'analyse de documents biographiques - histoires de vie -. L'étude s'intéresse aux processus d'adaptation des immigrés polonais au contexte socio-culturel américain, en observant en particulier les dynamiques et liens inter et intracommunautaires.
William I. Thomas appelle dans les années 1920 à adopter une perspective d'étude longitudinale basée sur l'expérience individuelle. Puis, Wright Mills contribue à la cristallisation du paradigme du parcours de vie dans les années 1960 en proposant dans les première pages de The Sociological Imagination (1959) un champ de recherche qui tienne compte de la biographie des individus dans leur contexte historique et social.
L'« imagination » appelée par Mills de ses vœux vise à rechercher les relations entre difficultés individuelles et problèmes publics, entre biographie et histoire.
L'intitulé « parcours de vie » (life course) apparaîtra cependant de manière formelle dans l'essai de Leonard D. Cain : Life Course and Social Structure (1964)[réf. souhaitée]. L'auteur cherche à isoler, identifier et systématiser l'utilisation du parcours de vie ou du statut lié à l'âge (age status) comme cadre de référence puisant dans plusieurs disciplines telles que la sociologie, l'anthropologie, l'histoire, la démographie, la psychologie développementale et la biologie. Cain utilise le terme de parcours de vie en référence à la succession de statuts que les individus sont amenés à occuper au cours de leur existence à mesure de leur avancée en âge. Le parcours de vie est ainsi chez cet auteur lié au concept de structure d'âge comme système de statuts et dimension de la structure sociale. 
En 1974, Glen Elder publie The Children of the Great Depression, dont la seconde édition a paru en 1999. Il y démontre l'impact du contexte socio-historique - en l'occurrence la crise de 1929 et ses suites - sur les biographies individuelles en comparant les trajectoires de deux cohortes d'âge: les individus nés au début des années 1920 et ceux nés au début des années 1930 aux États-Unis. Les travaux de Glen Elder serviront de base à l'élaboration des principes fondamentaux de l'étude des parcours de vie.[réf. souhaitée]

## Les cinq principes du parcours de vie
Pour étudier le concept de parcours de vie, les chercheurs en sciences sociales tiennent compte de cinq éléments, appelées principes fondamentaux, théorisés par Glen Elder (en).

### Le temps historique et le lieu
Les individus sont le fruit d'un contexte. Ils évoluent au sein de structures sociales et institutionnelles qui déterminent les contraintes et les opportunités. Chaque génération est marquée par un ensemble de facteurs socio-historiques qui n'auront pas le même impact selon les différentes cohortes d'âge considérées. Chaque contexte est lié à un ensemble de normes, qui évoluent aussi sous l'action des individus et de leur groupe d'âge. 

### La temporalité des événements de la vie
Les événements marquants du parcours de vie ne sont pas vécus de la même manière selon l'âge biologique ou la phase de vie des individus concernés. Avoir un enfant à 15 ou à 30 ans, ou perdre son mari à 40 ou à 80 ans, sont des exemples d'événements de même nature qui n'ont pas du tout la même portée sur les personnes concernées en fonction du moment de la vie où ils se produisent. 

### Les vies liées
Les individus sont pris dans un réseau de relations familiales et sociales interdépendantes, qui comme le contexte socio-historique impliquent opportunités et contraintes. Les événements touchant un individu peuvent se répercuter sur le parcours de vie de ses proches. 

### Le développement tout au long de la vie
L'apprentissage ne s'arrête pas à l'entrée dans l'âge adulte mais se poursuit au fil des expériences. Tout au long de leur existence, les individus subissent des gains et des pertes dans leurs ressources physiques, psychologiques, sociales, culturelles, économiques et institutionnelles, ainsi que dans leurs réserves (psychologiques, relationnelles et économiques). La diminution d'une ressource peut être compensée par l'augmentation d'une autre, par exemple lors de la transition à parentalité ou à la retraite. Les identités évoluent en fonction des rôles sociaux liés à chaque étape.

### L'intentionnalité (ou capacité d'agir)
Appelée agentivité, la capacité d'agir indique que malgré le poids indéniable des structures, les individus conservent une certaine marge de manœuvre et sont placés devant des choix qui déterminent la suite de leur parcours de vie. Cette capacité d'agir dépend bien évidemment des ressources à disposition.

## Applications
L'analyse des parcours de vie recourt notamment à des études longitudinales ou de panel, permettant d'appréhender plusieurs phénomènes sociaux et psycho-sociaux: transition à l'âge adulte, carrières professionnelles, inégalités de genre, configurations familiales, statut maitre, migration, vieillissement, trajectoires de santé, transitions de vie, inégalités sociales et vulnérabilité, trajectoires de santé et vulnérabilité, pauvreté dans l'enfance et santé dans la vieillesse,, etc.
La vulnérabilité dans le parcours de vie a fait l'objet en 2017 d'un numéro spécial de la revue Research in Human Development. Cette publication marque une étape dans la théorisation du concept de vulnérabilité, jugé le plus à même de fédérer plusieurs disciplines des sciences sociales impliquées dans la recherche sur les parcours de vie. Selon ses auteurs, la vulnérabilité est un manque de ressources dans un ou plusieurs domaines de la vie, qui place des individus ou des groupes face à un risque majeur de ressentir les effets suivants: des conséquences négatives liées à des sources de stress ; l’incapacité de faire face efficacement à ces sources de stress ; l’incapacité de se remettre des sources de stress ou de bénéficier d’opportunités dans un temps donné.
Dans le domaine de la santé, les recherches avec une perspective parcours de vie sont nombreuses. L'ouvrage édité par Claudine Burton-Jeangros chez Springer fait le point sur certains champs de recherche, comme l'obésité infantile, la santé dentaire et la santé cardiaque notamment. 
Claudine Burton-Jeangros résume également les avancées dans le domaine des inégalités sociales de santé dans une perspective parcours de vie. Enfin, le numéro spécial de la Revue suisse de sociologie (2018, vol 44, numéro 2; téléchargeable gratuitement), co-édité par Stéphane Cullati, Claudine Burton-Jeangros et Thomas Abel, sur la vulnérabilité dans les trajectoires de santé. Au carrefour de la sociologie de la santé et de la théorie du parcours de vie, ce numéro spécial réunit des contributions relatives à l'étude des trajectoires de santé et du développement de la vulnérabilité dans le domaine de la santé au cours de la vie. Il regroupe six articles basés sur des recherches quantitatives et qualitatives menées dans des pays européens. Ces contributions apportent des résultats empiriques en lien avec la théorie des parcours de vie (le modèle des avantages cumulatifs et le modèle des périodes critiques / sensibles) et apportent des nouveaux éclairages sur les mécanismes contribuant au développement de la vulnérabilité dans le domaine de la santé

## Études longitudinales
Le Royaume-Uni, leader des études longitudinales, a développé une ressource en ligne pour les chercheurs s'intéressant aux études longitudinales : Closer.
Plusieurs grandes études longitudinales et enquêtes de panel sont menées dans différents pays :
- Panel Study of Income Dynamics, États-Unis ;
- Health and Retirement Study, États-Unis ;
- Survey of Health, Ageing and Retirement in Europe ;
- UK households: a longitudinal study (UKHLS - précédemment British Household Panel Survey) ;
- National Child Development Study ;
- Millennium Cohort Study ;
- English Longitudinal Study of Ageing ;
- Sozio-oekonomische Panel (SOEP) mené par DIW Berlin[30];
- Étude Longitudinale Française depuis l'Enfance (ELFE)[31];
- Panel suisse de ménages[32] (PSM) conduit au sein de FORS en collaboration avec l'Université de Lausanne;
- Enquête suisse sur les enfants et les jeunes[33] ;
- Enquête Transitions de l'école à l'emploi[34] (TREE) conduite par Université de Bâle (Suisse);
- Étude Vivre-Leben-Vivere (VLV)[35] menée par le Centre interfacultaire de gérontologie et d'études des vulnérabilités de l'Université de Genève (Suisse).

## Méthodes
L'étude des parcours de vie utilise des méthodes quantitatives, qualitatives et mixtes[réf. souhaitée]. 
Afin de reconstituer des biographies de manière rétrospective, des chercheurs utilisent un outil intitulé calendrier de vie (life history calendar). Les données biographiques récoltées lors d'entretiens avec les participants sont ensuite codées pour permettre l'analyse statistique. 
Parmi les méthodes quantitatives recourant à la statistique, l'analyse de séquence sociale (en) est une méthode en plein essor, inspirée de la génétique et de la bio-informatique, qui permet de construire des types de trajectoires de vie. 
D'autres méthodes, telles que les analyses de survie et de modélisation des événements du parcours de vie, sont souvent utilisées. 
L'analyse de réseau est une autre méthode largement utilisée dans l'étude des parcours de vie[réf. souhaitée].

## Développements institutionnels et éditoriaux
Plusieurs centres de recherche spécialisés sur l'étude des parcours de vie se sont développés en Australie (Life Course Center), au Royaume-Uni (International Centre for Lifecourse Studies in Society and Health - ICLS, Center for Longitudinal Studies), aux États-Unis (Purdue University Center on Aging and the Life Course, Yale University Center for Research on Inequalities and the Life Course - CIQLE), et dans bien d'autres pays encore.
La Society for Longitudinal and Life Course Studies (SLLS), basée à Londres, est une association à vocation interdisciplinaire promouvant les recherches sur les parcours de vie et leader dans le domaine des études longitudinales et du parcours de vie. Elle édite le Longitudinal and Life Course Studies International Journal et organise des conférences scientifiques à un rythme annuel, principalement dans des universités européennes.
Deux autres revues scientifiques spécialisées dans l'étude interdisciplinaire des parcours de vie s'intitulent Advances in Life Course Research et Research in Human Development.
Depuis 2013, une collection chez Springer publie des livres consacrés à la recherche sur les parcours de vie et les politiques sociales. Plusieurs de ces ouvrages sont publiés en libre accès.
En Suisse, l'étude des parcours de vie a donné lieu au lancement en 2011 d'un pôle de recherche national intitulé LIVES - Surmonter la vulnérabilité: Perspective du parcours de vie (PRN LIVES), financé par le Fonds national suisse de la recherche scientifique. Le PRN LIVES est basé à l'Université de Lausanne et à l'Université de Genève, en collaboration notamment avec des chercheurs et des chercheuses de la Haute École spécialisée de Suisse occidentale (HES-SO), de l'Université de Berne, de l'Université de Zürich et de l'Université de Fribourg. Le PRN LIVES a financé nombre de projets de recherche, et notamment le projet LIFETRAIL. 